# Yoshimasa Suda
Yoshimasa Suda (Tokio, 22 augustus 1967) is een voormalig Japans voetballer.

## Carrière
Yoshimasa Suda speelde tussen 1990 en 1994 voor Tokyo Gas, Urawa Red Diamonds en Kofu.